# Список палаців Санкт-Петербурга

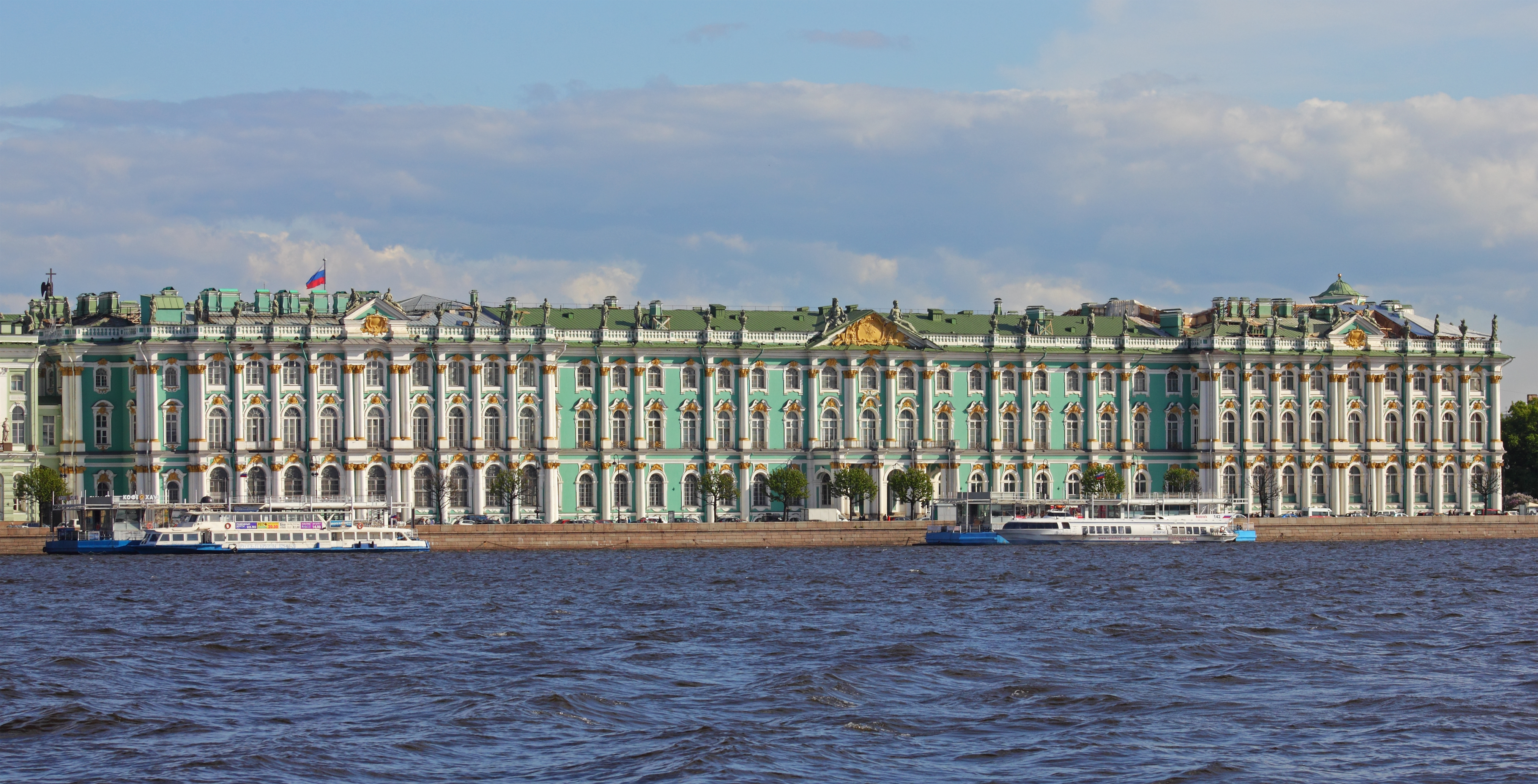
Зимовий палац

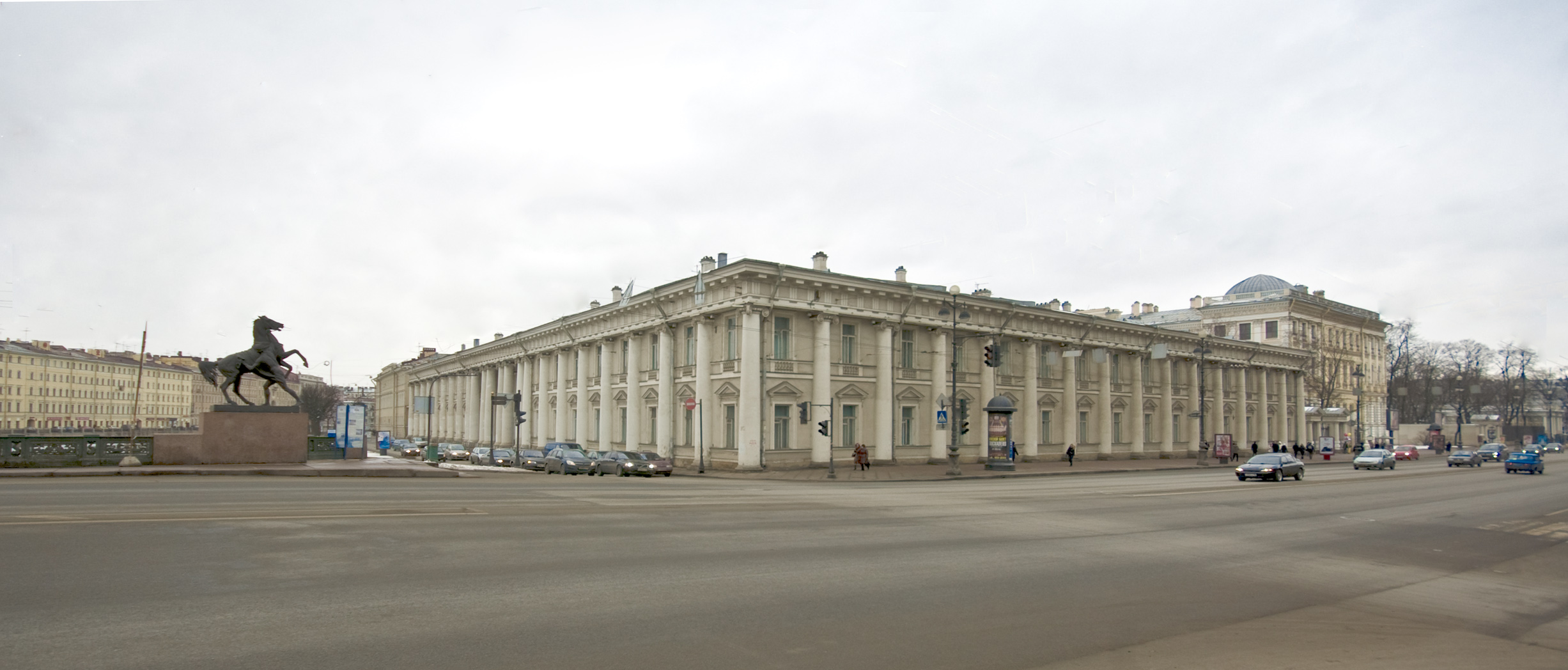
Анічков палац

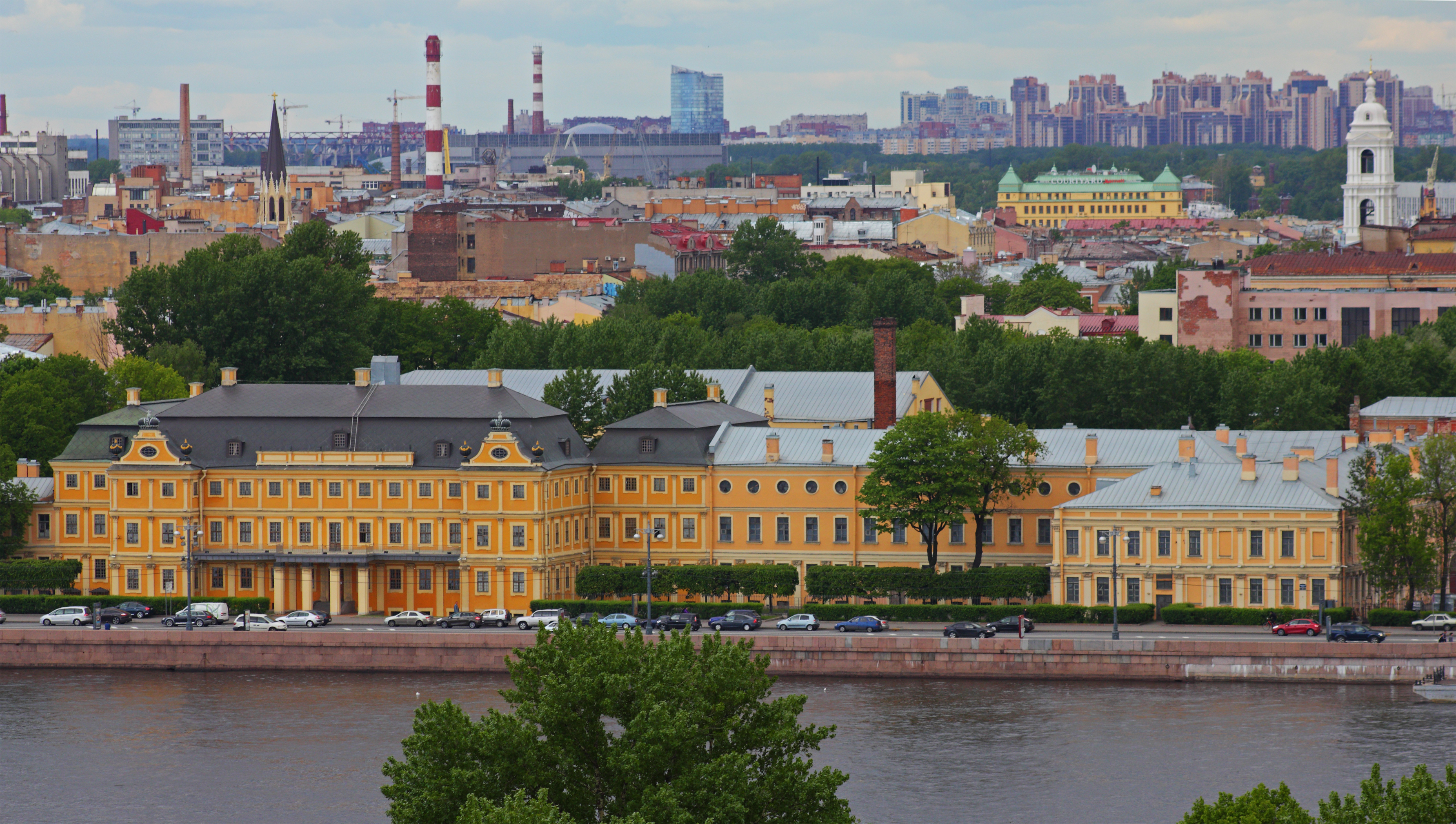
Меншиковський палац

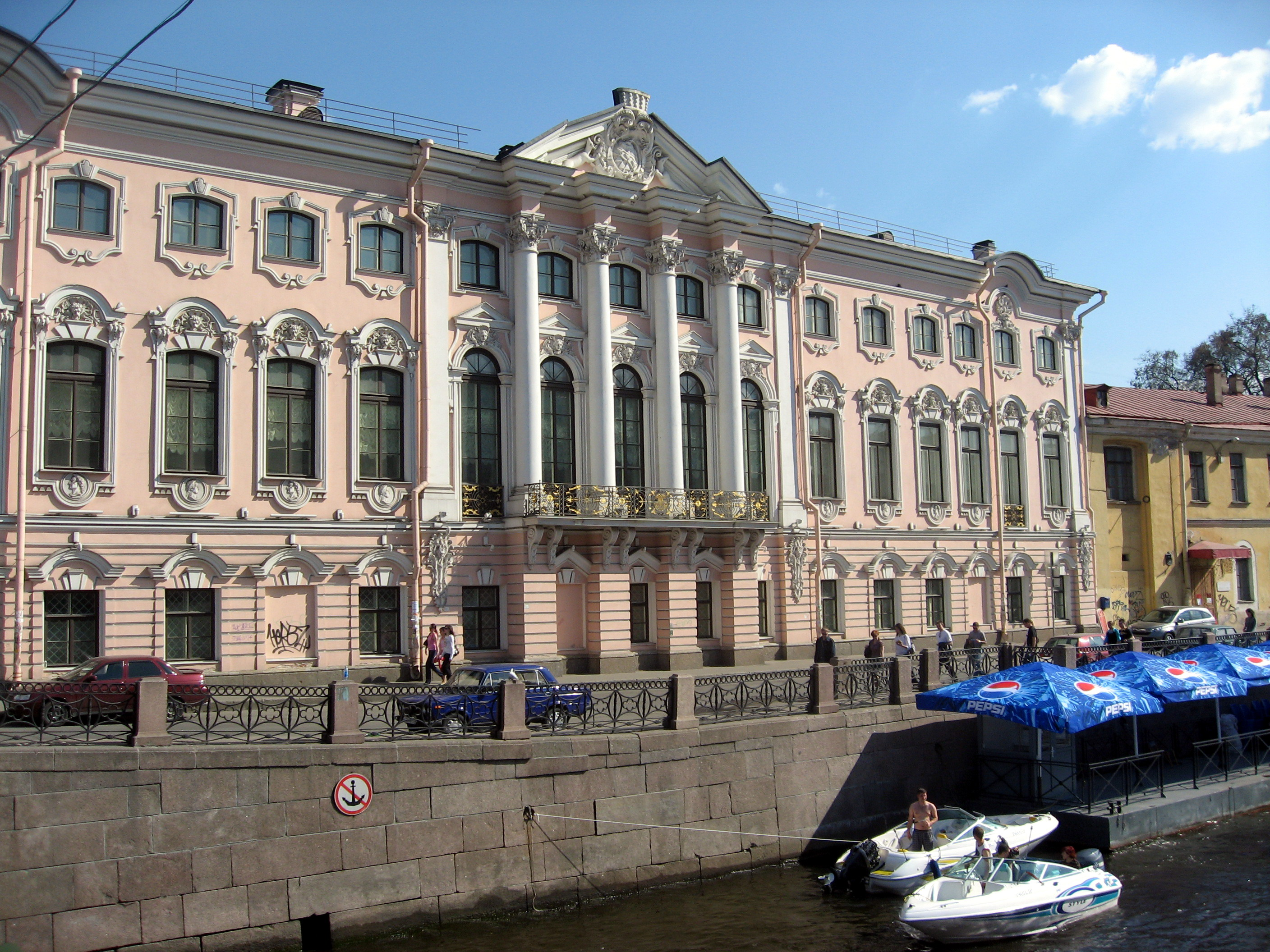
Строгановський палац

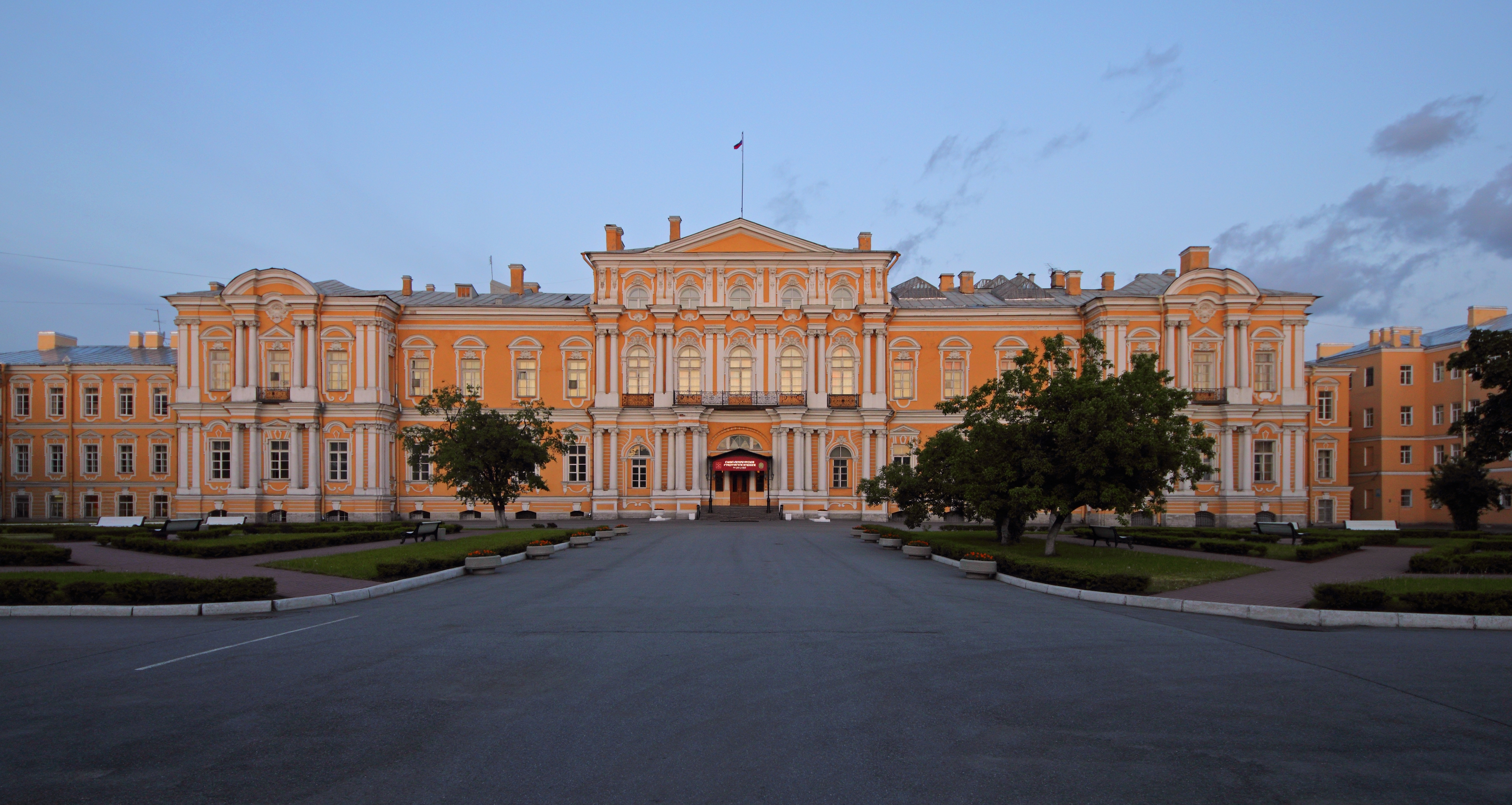
Воронцовський палац

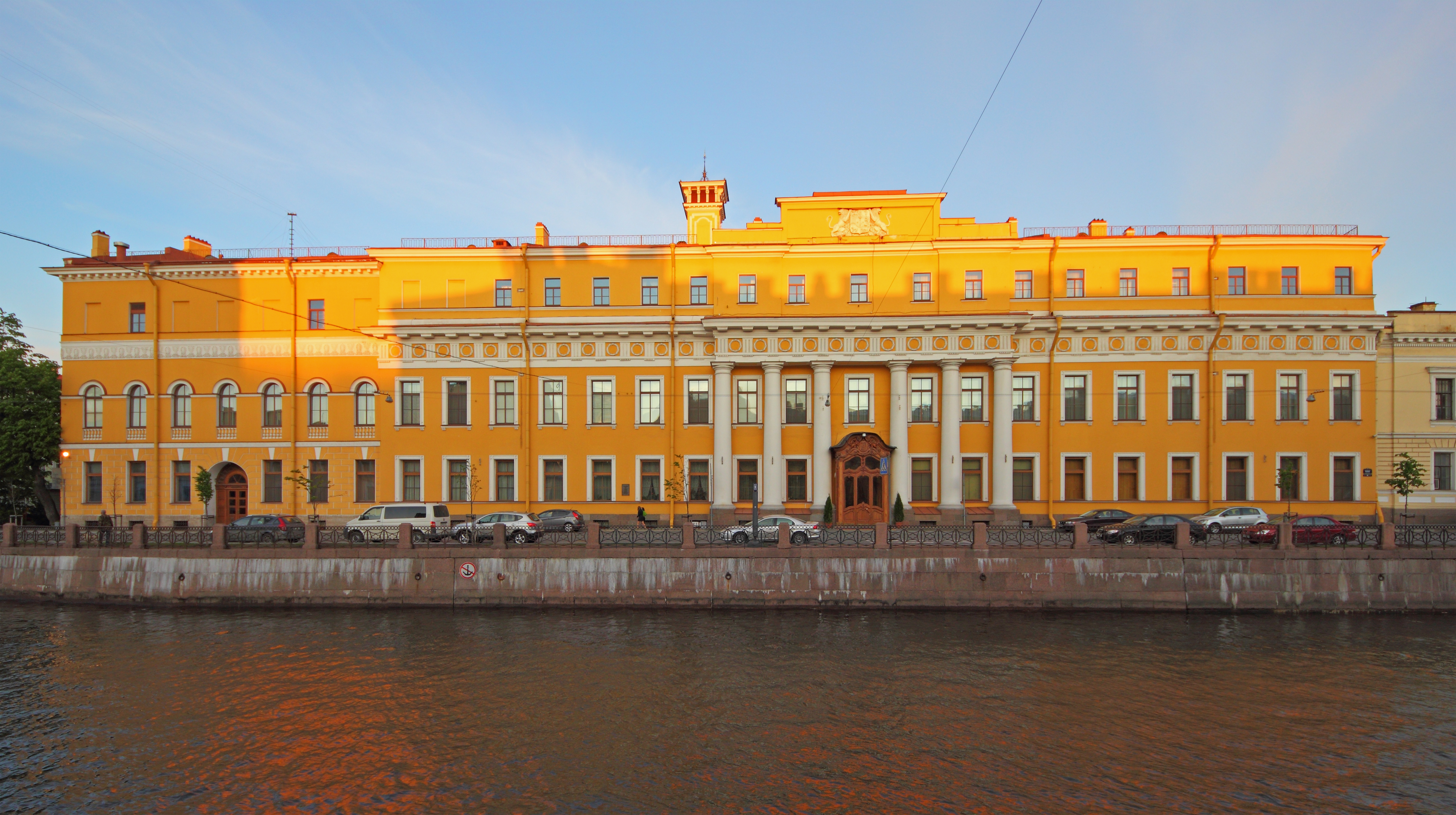
Палац Юсупових на Мойці

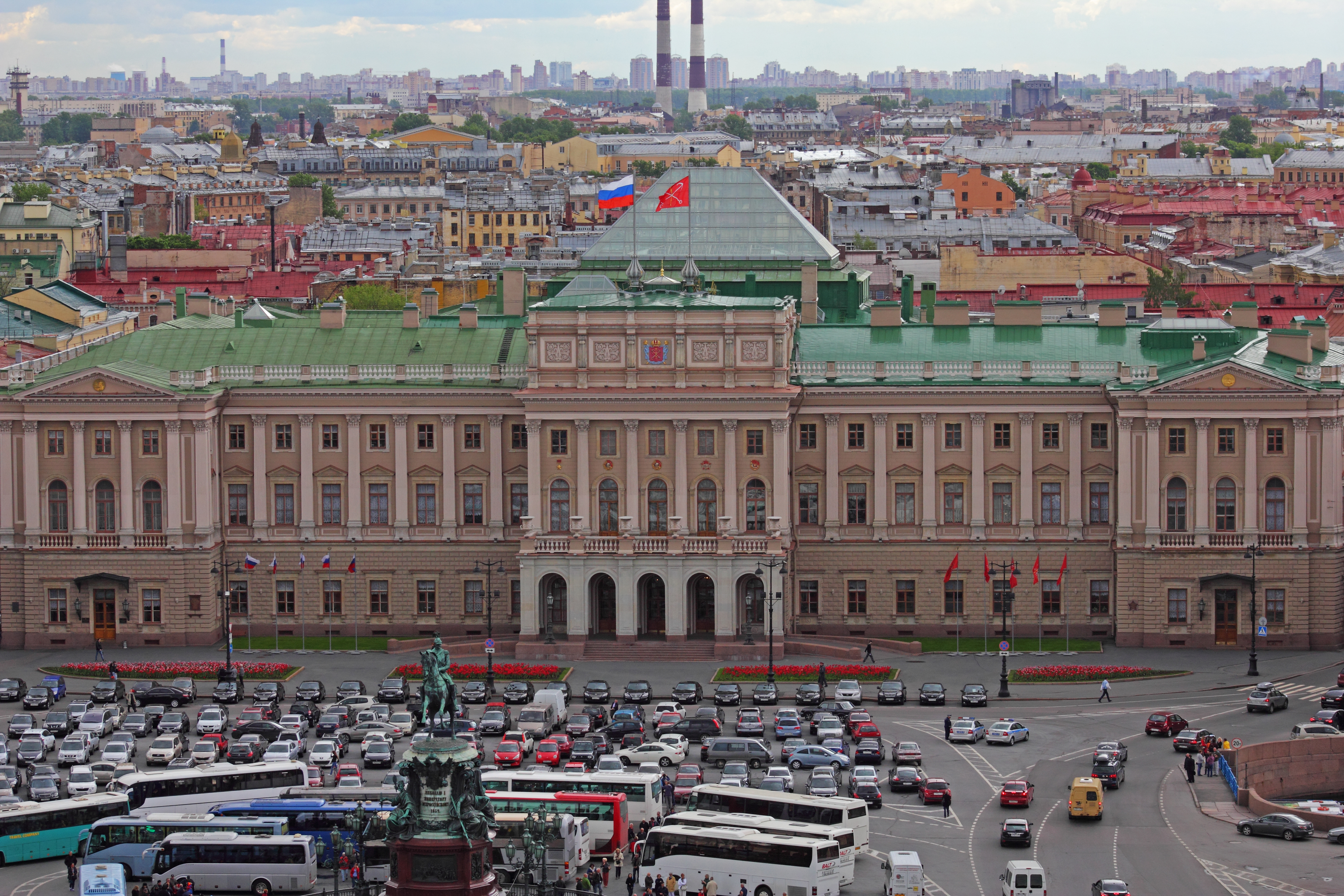
Маріїнський палац

Список палаців Санкт-Петербурга
У списку палаців Санкт-Петербурга — колишньої столиці Російської імперії — наводяться всі палаци в межах міста. Серед них: імператорські, великокнязівські резиденції та палаци вельмож.

## Імператорські палаци
- Зимовий палац Петра І
- Зимовий палац (1754—1762, архітектор Б. Ф. Растреллі)
- Анічков палац, архітектор Б. Ф. Растреллі (значно перебудований)
- Єлагін палац, архітектор К. І. Россі
- Літній палац Петра I
- Палац Петра II
- Камінноостровський палац
- Михайлівський замок, архітектор В. Бренна
- Таврійський палац, архітектор І. Є. Старов; палац побудований в 1783—1789 для Г. А. Потьомкіна; після його смерті викуплений в казну;
- Чесменський палац, архітектор Ю. М. Фельтен

## Великокнязівські палаци
- Великого князя Олександра Михайловича (набережна річки Мойки, 106)
- Великого князя Олексія Олександровича (набережна річки Мойки, 122; 1882—1885, архітектор М. Є. Месмахер)
- Великого князя Андрія Володимировича (Англійська набережна, 28)
- Великого князя Володимира Олександровича — «Будинок вчених» (Палацова набережна, 26; 1867 — 1872, архітектор А. І. Рєзанов за участю В. А. Шретера, оздоблення інтер'єрів — М. Е. Месмахер, 1882—1885);
- Великого князя Кирила Володимировича (вул. Глінки, 13)
- Великої княгині Ольги Олександрівни (вул. Чайковського, 46-48)
- Великого князя Михайла Олександровича (Англійська набережна, 54)
- Великого князя Михайла Михайловича «Мало-Михайлівський» (Адміралтейська набережна, 8; 1885—1888, архітектор М. Е . Месмахер)
- Великого князя Миколи Миколайовича (молодшого) (Петровська набережна, 2; 1910—1913, архітектор О. С. Хренов)
- Великого князя Павла Олександровича (Англійська набережна, 66-68)
- Малий мармуровий палац (особняк Н. А. Кушелєва-Безбородько, Гагарінська вул., 3)
- Маріїнський палац (Ісаакієвська площа, 6; 1839—1844, архітектор А. І. Штакеншнейдер)
- Михайлівський палац (Інженерна вулиця, 4 / 2; 1819—1825, архітектор К. І. Россі)
- Мармуровий палац, архітектор А. Рінальді
- Миколаївський палац (Палац Праці, пл. Праці, 4; 1853—1861, архітектор А. І. Штакеншнейдер)
- Ново-Михайлівський палац (Палацова набережна, 18; 1857-1862, архітектор А. І. Штакеншнейдер)

## Палаци вельмож
- Палац Білосільських-Білозерських, архітектор А. І. Штакеншнейдер
- Меншиковський палац (1710—1720, архітектори Дж.-М.Фонтана, І.-Г.Шедель)
- Строгановський палац, архітектор Б. Ф. Растреллі
- Шереметьєвський палац («Фонтанний будинок»), архітектор С. І. Чевакінський
- Палац Бобринських, Галерна вулиця, 58-60
- Палац Безбородька, Поштамтська вулиця, 7
- Палац Розумовського, набережна Мойки, 48

### ПалациВоронцових-Дашкових
- Воронцовський палац, архітектор Б. Ф. Растреллі

### ПалациЮсупових
- Палац Юсупових на Мойці, набережна Мойки, 94
- Палац Юсупових на Садовій вулиці, Садова вулиця, 50

### ПалациШуваловах
- Шуваловский палац, Набережна річки Фонтанки, будинок 21

## Втрачені палаци
- Средньорогатський палац
- Італійський палац
- Петровський палац
- Палаци на місці морської битви зі Швецією:
  - Підзорні палац (для Петра I),
  - Анненгоф (для Анни Іоанівни),
  - Катерингофский палац (для Катерини I).

## Джерело
- Антонов Б. И. Императорские дворцы в Санкт-Петербурге.. — СПб.: Глагол, 2004. — ISBN 5-89662-006-3